# سیارک ۲۳۴۰۱
سیارک ۲۳۴۰۱ (به انگلیسی: 23401 Brodskaya، نامگذاری:1968OE1) بیست و سه هزار و چهارصد و یکمین سیارک کشف شده‌است که در ۲۵ ژوئیه ۱۹۶۸ کشف شد.
قدر مطلق سیارک برابر ۸.۵ است.